# Якубова Воля
Якубова Воля (словац. Jakubova Voľa) — село в Словаччині, Сабинівському окрузі Пряшівського краю. Розташоване в північно-східній частині Словаччини в Шариській височині в долині Ториси.
Уперше згадується у 1315 році.
У селі є римо—католицький костел св. Михайла в стилі пізнього романсу з дерев'яною дзвіницею, перебудований у 17 столітті, відновлений у 1808 році, містить цінні готичні образи з 1470–1480 рр.

## Населення
| Рік:            | 1993 | 2003    | 2013    | 2023    |
| --------------- | ---- | ------- | ------- | ------- |
| Кількість осіб: | 405  | 398     | 416     | 393     |
| Різниця:        |      | -1,72 % | +4,52 % | -5,52 % |

| Рік:            | 2022 | 2023    |
| --------------- | ---- | ------- |
| Кількість осіб: | 389  | 393     |
| Різниця:        |      | +1,02 % |

У селі проживає 409 осіб.
Національний склад населення (за даними останнього перепису населення — 2001 року):
- словаки — 99,75 %.

Склад населення за приналежністю до релігії станом на 2001 рік:
- римо-католики — 95,07 %,
- греко-католики — 3,94 %,
- не вважають себе вірянами або не належать до жодної вищезгаданої конфесії — 0,99 %.